# Platycephalus fuscus
Platycephalus fuscus är en fiskart som beskrevs av Cuvier 1829. Platycephalus fuscus ingår i släktet Platycephalus och familjen Platycephalidae. Inga underarter finns listade i Catalogue of Life.